# Lebiodka (rzeka)
Lebiodka – rzeka o długości ok. 45 km w zachodniej Białorusi, dopływ Niemna (zlewisko Morza Bałtyckiego).